# Sarcocheilichthys hainanensis
Sarcocheilichthys hainanensis es una especie de peces de la familia Cyprinidae en el orden de los Cypriniformes.

## Hábitat
Es un pez de agua dulce.

## Distribución geográfica
Se encuentra en Laos, Vietnam y China.